# دایملر ال۲۰
دایملر ال۲۰ (به انگلیسی: Daimler L20) یک هواپیمای ساختِ کارخانهٔ دایملر-موتورن-گیزلشافت در کشور آلمان است. این هواپیما برای نخستین بار در ۱۹۲۴ میلادی مورد استفاده قرار گرفت.